# Apalapsili Airport
Apalapsili Airport är en flygplats i Indonesien.   Den ligger i provinsen Papua, i den östra delen av landet, 3 600 km öster om huvudstaden Jakarta. Apalapsili Airport ligger 1 825 meter över havet.
Terrängen runt Apalapsili Airport är bergig åt sydväst, men åt nordost är den kuperad. Runt Apalapsili Airport är det ganska glesbefolkat, med 34 invånare per kvadratkilometer. Det finns inga samhällen i närheten. I omgivningarna runt Apalapsili Airport växer i huvudsak städsegrön lövskog.